# Сомальвико, Марк
Марко Сомальвико (итал. Marco Somalvico; 10 октября 1941 — 17 ноября 2002) — итальянский учёный, специалист по искусственному интеллекту.
Работал в Миланском политехническом институте. Основные его исследования — планирование поведения роботов в не полностью описанных и незнакомых средах. Параллельно также философией ИИ, а также влиянием информационных технологий на людей. Считается одним из основоположников интеллектуальной робототехники, наряду с Айзеком Азимовым. Предложил интеллектуальный тест машины на разумность. Один из основателей Итальянского общества промышленной робототехники.